# Комса (культура)

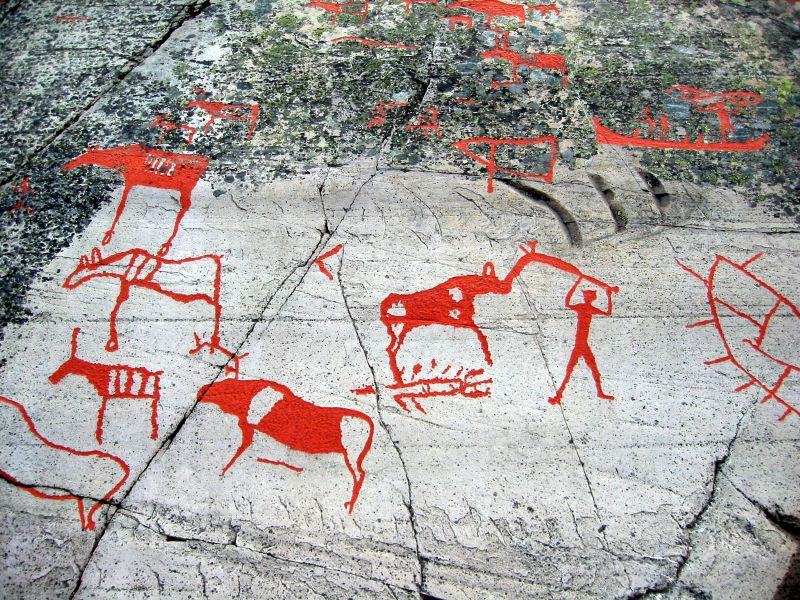
Наскельні малюнки в Алті

Культура Комса — археологічна культура мисливців і збирачів епохи пізнього палеоліту і раннього мезоліту Північної Фенноскандії.
Культуру описано на підставі особливого типу знарядь, поширеного на півночі Норвегії близько 10 тисяч років до н. е. і названо на честь гори Комса в громаді Алта, провінція Фіннмарк, де 1925 року виявлено перші пам'ятки знарядь цього типу.
Від 1970-х років норвезькі археологи розглядають класифікацію знарядь на типи «комса» (на північ від Полярного кола) і «фосна» (у шведському варіанті — генсбаска) (фіорд Осло) як застарілу. Відтоді прийнято розглядати ці два типи знарядь як властиві одній і тій самій культурі.
Недавні археологічні знахідки у Фінляндській Лапландії спочатку розглядалися як материковий варіант культури комса приблизно того ж віку, що й ранні знахідки на узбережжі Норвегії і Кольського півострова. Нині цей матеріал вважається пов'язаним із сучасними постсвідерськими культурами північної й центральної Росії та східної Балтики, а отже, відбиває їх раннє вторгнення в північну Скандинавію.
Норвезькі археологи вважають, що найраніші поселенці прибули на узбережжя Північної Норвегії з західного і південно-західного узбережжя Норвегії, і, в свою чергу, походили від аренсбурзької культури епохи палеоліту Північно-Західної Європи. Вони припускають, що носії культури Комса слідували узбережжям Норвегії за льодовиком, що відступав, у кінці останнього зледеніння (між 11 000 і 8000 роками до н. е.), відкриваючи нові землі для заселення. Деякі могли переселитися на територію сучасного Фіннмарка з північного сходу, можливо, переходячи звільненим від зледеніння узбережжям Кольського півострова, хоча фактичні дані на користь цієї точки зору, поширеної ще в 1980-і роки, на думку норвезьких археологів, все ще незначні.
Археологічні знахідки показують, що «культура комса» орієнтована майже виключно на морський спосіб життя, займалася полюванням на тюленя, була дуже майстерною в спорудженні човнів і риболовлі. У порівнянні з виробниками знарядь типу «фосна» тієї ж археологічної культури на півдні Норвегії, знаряддя типу «комса» та інші їх пристосування доволі грубі, що пояснюється малою кількістю кременю в цьому регіоні.
Серія (близько 30) радіовуглецевих визначень (С-14) дала вік в інтервалі 10 300—8000 років тому.
Радянські археологи довели, що ця культура походить з північної частини Східної Європи, що блискуче підтвердилося останніми палеогенетичними дослідженнями норвезьких генетиків, які реконструюють шлях цих людей з району Онезького озера — Баренцового моря, через Фіннмарк і узбережжям Північної Норвегії.